# 기시와다번

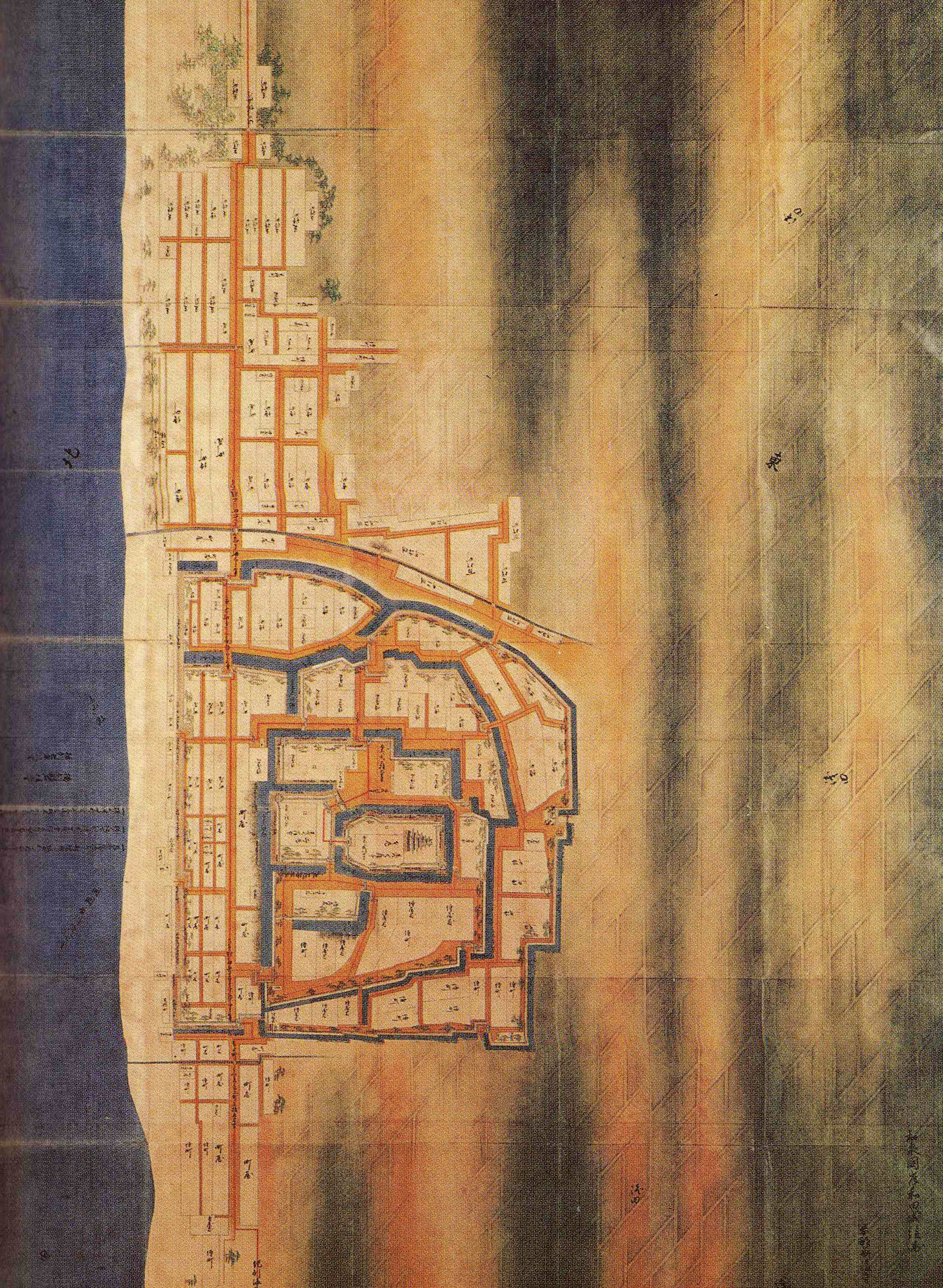
이즈미국 기시와다성 지도

기시와다 번(일본어: 岸和田藩 키시와다한[*])은 에도 시대의 번으로서 이즈미국 미나미·히네 2군(지금의 오사카부 센난군)을 영유하였으며 번청은 미나미 군 기시와다(지금의 기시와다시)에 있는 기시와다성에 있다.

## 역대 번주

### 고이데가
도자마　3만석 → 5만석 (1600년 ~ 1619년)
1. 히데마사(秀政)
2. 요시마사(吉政)
3. 요시히데(吉英) 2만석 가증

### 마쓰이 마쓰다이라가
후다이　5만석 → 6만석 → 5만석 (1619년 ~ 1640년)
1. 야스시게(康重) 1만석 가증
2. 야스테루(康映) 1만석 분지

### 오카베가
후다이　6만석 → 5만 3천석 (1640년 ~ 1871년)
1. 노부카쓰(宣勝)
2. 유키타카(行隆) 7천석 분지
3. 나가야스(長泰)
4. 나가타카(長敬)
5. 나가아키라(長著)
6. 나가즈미(長住)
7. 나가나오(長修)
8. 나가토모(長備)
9. 나가치카(長慎)
10. 나가요리(長和)
11. 나가유키(長発)
12. 나가히로(長寛)
13. 나가모토(長職)

## 같이 보기
- 폐번치현